# Gustav Strohm (Ministerialdirektor)
Gustav Strohm (* 26. März 1882 in Freiburg im Breisgau; † 14. Februar 1956 ebenda) war ein deutscher Ministerialbeamter.

## Werdegang
Strohm studierte von 1902 bis 1906 Staatswissenschaften an der Universität Freiburg. 1906 trat er in die badische Finanzverwaltung ein und war in verschiedenen Stellungen in Freiburg, Lahr und Karlsruhe tätig. 1909 wechselte er zum katholischen Oberstiftungsrat in Karlsruhe. 1927 wurde er in das badische Finanzministerium versetzt. Dort wurde er 1931 zum Ministerialrat befördert. Nach Kriegsende war er 1945 zunächst Leiter der Freiburger Außenstelle des Finanzministeriums, nach Verlegung der Behörde von Karlsruhe nach Freiburg von 1945 bis 1947 Leiter der Zentral- und Finanzabteilung. 1947 wechselte er als Ministerialdirektor in das badische Ministerium der Wirtschaft und Arbeit. In dieser Funktion war er badischer Vertreter im Eisenbahn-Verkehrsrat der Betriebsvereinigung der Südwestdeutschen Eisenbahnen, der Staatsbahn in der französisch besetzten Zone. 1952 ging er in Pension.

## Ehrungen
- 1952: Großes Verdienstkreuz der Bundesrepublik Deutschland